# Васильово (Гомельський район)
Васильово (біл. Васілёва) — село в Довголіській сільраді Гомельського району Гомельської області Білорусі.

## Географія

### Розташування
У 16 км від залізничної станції Чижовка (на лінії Калинковичі — Гомель), 27 км на південний захід від Гомеля.

## Гідрографія
На північній і західній околицях меліоративні канали, з'єднані з рікою Дніпро.

## Населення

### Численність
- 2004 — 71 господарство, 129 жителів.